# Trichorhina ambigua
Trichorhina ambigua är en kräftdjursart som först beskrevs av Gustav Budde-Lund 1893.  Trichorhina ambigua ingår i släktet Trichorhina och familjen myrbogråsuggor. Inga underarter finns listade i Catalogue of Life.